# Luis Lagomasino
Luis Lagomasino Álvarez (n. 1865) fue un escritor, periodista e historiador cubano.

## Biografía
Nacido en 1865 en la localidad cubana de Sancti Spíritus, fue independentista. Fue autor de obras como Anales de la Revolución, Bocetos, apuntes y episodios de la Revolución Cubana (1894), Mis trabajos por la Revolución Cubana (1886), El Generalísimo Máximo Gómez y Báez (1897), La Guerra de Cuba (1897), Mujeres de la historia (Cienfuegos, 1903-1904) y Espirituanos ilustres (Sancti Spíritus, 1907). Participó en publicaciones periódicas como Selvas de Cuba y Grito de Baire.